# Hadronyche jensenae
Hadronyche jensenae is een spinnensoort uit de familie Atracidae. De soort komt voor in Victori.

## Etymologie
De soort is vernoemd naar de vrouw van de auteur Greta Jensen Gray.